# IMZ-Ural

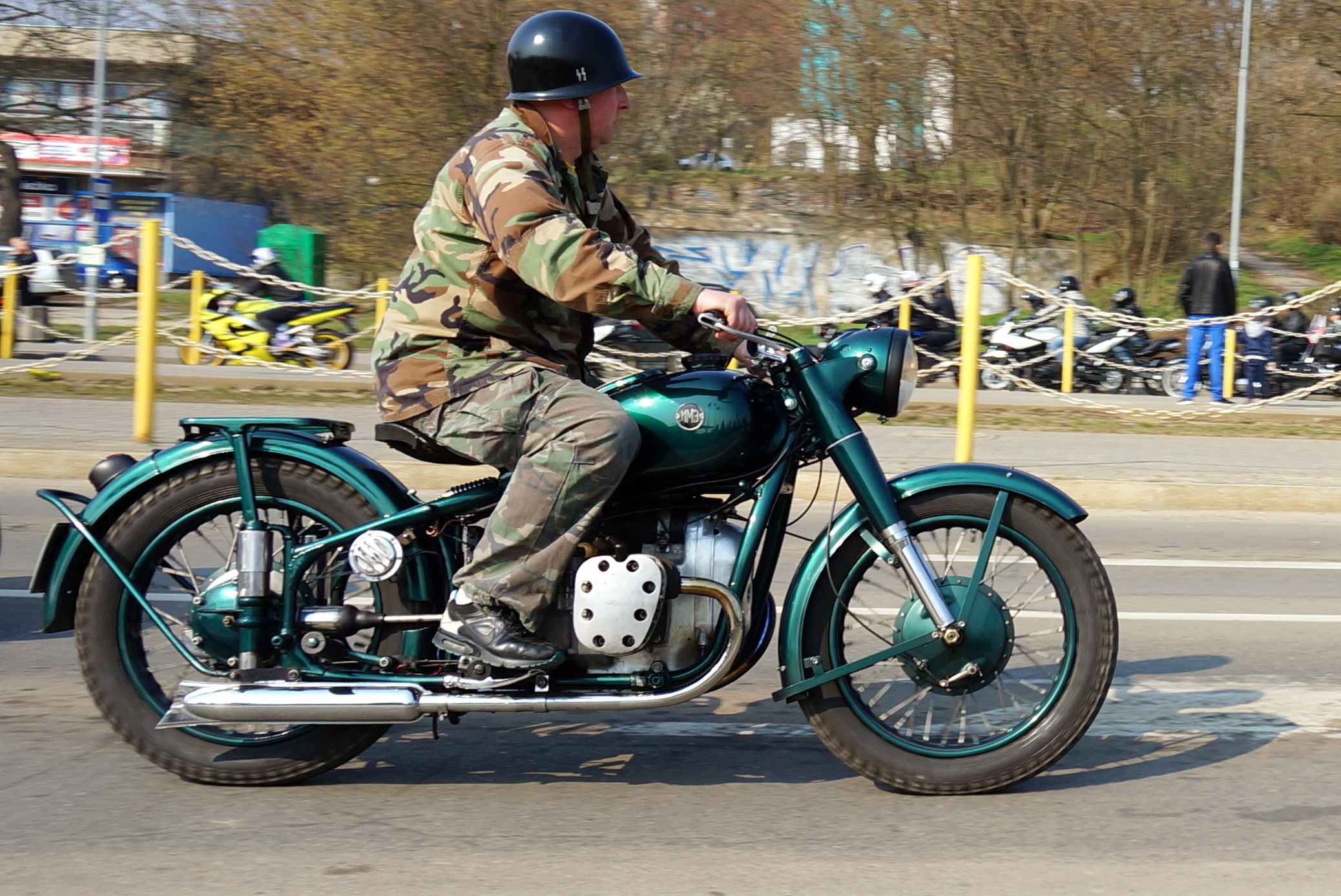
IMZ M-72

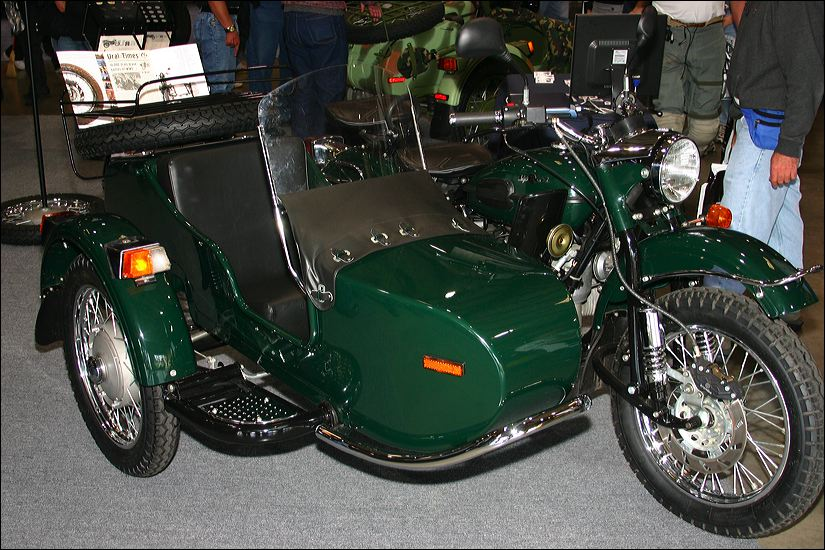
Un esemplare IMZ-Ural con sidecar

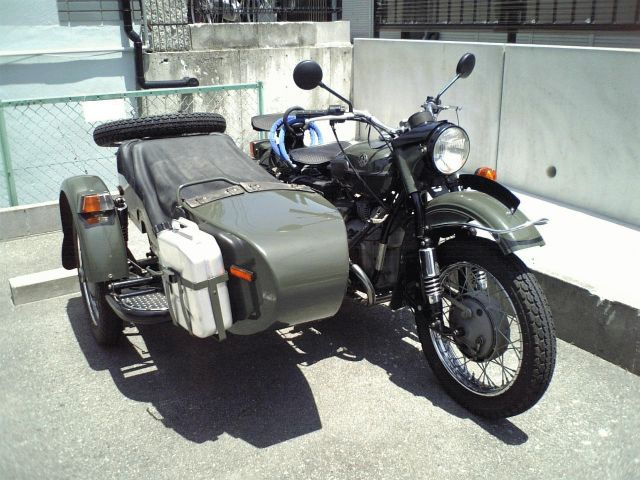
Un modello Ural 650 SPORTSMAN con sidecar del 1999

La IMZ-Ural (russo: Ирбитский мотоциклетный завод, traslitterato Irbitskij Motocikletnyj Zavod) è un'azienda russa che produce sidecar. Recentemente l'azienda ha debuttato nella produzione di moto senza sidecar.

## Storia
Le origini risalgono al 1940, quando l'allora Unione Sovietica acquisì i progetti e le tecniche di produzione per le motociclette e i sidecar della BMW, in stretto legame alle esigenze del fronte russo durante la seconda guerra mondiale; all'epoca, l'Unione Sovietica si stava preparando a una possibile azione militare della Germania nazista. Sebbene Stalin non credesse realmente a una simile ipotesi, ordinò comunque al suo apparato militare di preparare per l'azione le forze armate, comprese quelle terrestri, visti gli esiti della invasione della Polonia e della blitzkrieg.
Il primo modello M-72 fu terminato nel 1941 con il progetto della Bmw R71. In origine, la fabbrica doveva essere collocata nei pressi di Mosca, Leningrado (ora San Pietroburgo) e Kharkov, ma con l'avanzata delle truppe tedesche le infrastrutture di Mosca furono spostate a Irbit, e quelle di Leningrado e Kharkov nell'allora Gorki (città che avrebbe poi ripreso il vecchio nome di Nižnij Novgorod).
Dopo il frettoloso spostamento, per prevenire i bombardamenti tedeschi la linea di produzione fu spostata al di fuori del loro raggio di azione; all'inizio, l'unico locale disponibile fu una birreria, che fu rapidamente adattata allo scopo. Durante il conflitto, furono costruite 9.799 moto complete di sidecar; nel 1950 fu costruito il 30.000º esemplare.
Il modello M-72M (modernizzato) fu prodotto negli stabilimenti IMZ URAL nel 1956-61. Il parafango anteriore era montato più in alto. La motocicletta è inoltre dotata di nuovi tamburi dei freni, con parti più larghe che cooperano con ganasce nuove e più larghe. La pressatura profonda di elementi così spessi ha costretto un cambiamento nella sua forma (mantovana). Tra le altre modifiche vi furono la sostituzione della boccola con cuscinetto a sfere nel cuscinetto albero a cammeanteriore, rinforzo del telaio, fanale posteriore a tartaruga e nuovo tipo di sidecar. Una versione per il corpo di polizia fu costruita con ruote da 17 pollici e un sistema a doppio cardano per il sidecar
Fino al 1947 gli stabilimenti IMZ non producevano carri, ma li ricevevano dalla GMZ di Gorki. Quando finalmente la loro produzione fu avviata, si scoprì che la struttura era già obsoleta, ma fu solo nel 1956 che fu avviata la produzione di un proprio modello modernizzato. Era stata aggiunta una staffa per fissare la ruota sul nuovo carrello e appesa a una barra di torsione. Un modello simile è l'ucraino Dnepr, costruito sempre in epoca sovietica. Entrambi i modelli sono noti anche col nome generico di Cossack, usato dalla SATRA tra il 1973 e il 1979 nel Regno Unito. I piani costruttivi furono poi venduti alla Nanchang Aircraft Manufacturing Corporation, un marchio industriale cinese produttore, tra l'altro, del Nanchang Q-5 e di altri aerei militari, per realizzare quella che prese il nome di Chang Jiang 750
Nel 1951, nello stabilimento motociclistico di Kiev - KMZ fu avviata la produzione del modello M-72. 

## Tecnica
Una caratteristica importante della tecnologia impiegata dall'azienda, che si trova nella originaria M-72 ed è stata trasferita dalla Ural sulla versione Sportsman, è la trazione inseribile senza differenziale anche sulla terza ruota, che rende il mezzo adatto a disimpegnarsi anche nella guida fuoristrada. La mancanza di differenziale, però, rende la guida difficile con la doppia trazione, con rischio di capottamento nelle curve dalla parte del carrozzino, tanto che l'importatore italiano all'inizio degli anni duemila vendeva la moto con incluso nel prezzo un corso di guida di tre giorni. Il cambio è dotato anche di retromarcia, e la trasmissione finale è a giunto cardanico, anche nelle versioni base.
Le caratteristiche delle moto prodotte si sono comunque evolute col passare del tempo ma soprattutto con la proposta dei modelli Ural a mercati esteri, più esigenti in fatto di funzionalità e sicurezza. I modelli omologati in Unione europea e Stati Uniti sono conformi alle specifiche antinquinamento Euro 3, e il freno anteriore è di tipo a disco prodotto dalla Brembo, mentre altra componentistica proviene da case n,ote come Nissin, Ducati e altre.
DATI TECNICI DEL VEICOLO:
TIPO BOXER -CILINDRATA 746CC 
Numero cilindri 2- 
Alimentazione benzina
Alesaggio /diametro mm78 - corsa mm78 - potenza massima (32kw 22cv) -A 4.600 g/m - 
velocità massima 95 kmh - trasmissione a cardano - numero assi 2- t
ipo cambio meccanico - numero rapporti 4 3, 1:1 390 massa complessiva 460kg + conducente di 70kg -
posti a sedere totali 3
lunghezza 2400mm - larghezza 159mm -interasse 1.450mm - sbalzo anteriore 360mm - sbalzo posteriore 590mm-.

carreggiata 1.200mm - misura pneumatici 3,75x 19 - 4.00 x19 civile -versione per le forze di polizia 4.50 x17.
1. ↑   History of Ural Motorcycles - The IMZ - URal Story, su ural-motorcycles.com, UralMotorcyclesLinz. URL consultato il 5 luglio 2012.
2. ↑  2011 Ural Gear-Up Sidecar Review [Video] - Motorcycle.com
3. 1 2  Novità: Ural-T